# Муса (река)
Му́са (устар. Мусса, Мужа; латыш. Mūsa) или Муша́ (лит. Mūša) — река в северной части Литвы и южной части Латвии. Длина реки — 164 км (по другим данными — 157 км), из них 133 км — на территории Литвы, затем 6 км реки образует границу между Литвой и Латвией, и последние 18 км до самого слияния с рекой Мемеле у города Бауска — на территории Латвии. В результате слияния образуется река Лиелупе.

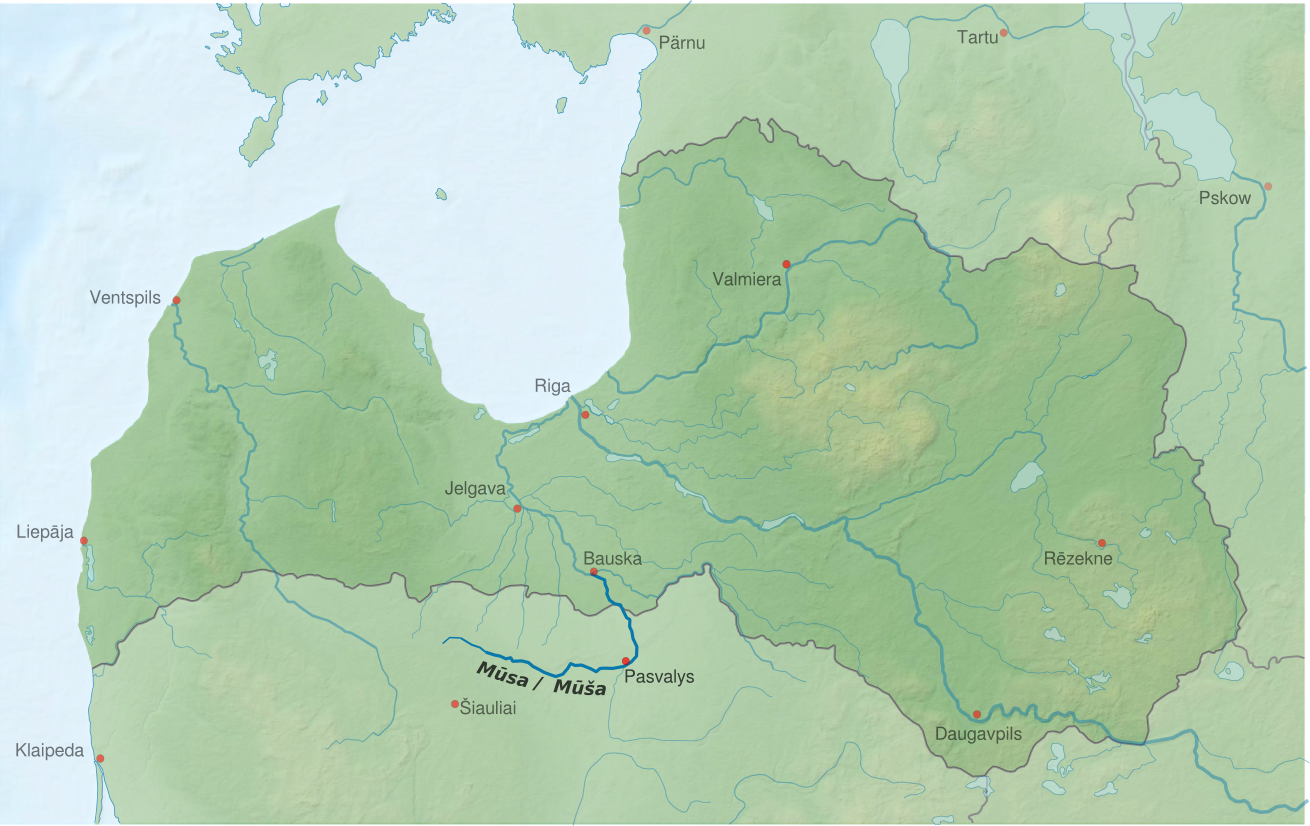

Исток реки Муса находится в 7 км к северо-востоку от местечка Шакина. Средний расход воды в устье — 25,1 м³/с. Площадь водосборного бассейна — 5463 км² (по другим данным — 5320 км²).
На правом берегу реки находится одноимённое село. В результате сельскохозяйственной деятельности река подвергается загрязнению соединениями фосфора и азота.
Основные притоки все правые: Шиладис, Кулпе, Круоя, Даугивяне, Мажупе, Левуо, Пивяса, Ешмуо, Татула, Церауксте.